# Sebastián Pardo
Sebastián Eduardo Pardo Campos (ur. 1 stycznia 1982 w Quillocie), piłkarz chilijski grający na pozycji lewego pomocnika.

## Kariera klubowa
Pardo jest wychowankiem klubu Club Universidad de Chile. W jego barwach zadebiutował w 1999 roku w lidze chilijskiej, a miał wówczas 17 lat. W całym sezonie zagrał czterokrotnie i miał niewielki udział w wywalczeniu przez Universidad de Chile mistrzostwa kraju. W następnych sezonach grał już w większej liczbie meczów, ale tylko w 2000 roku osiągał jeszcze sukcesy, gdy został mistrzem Chile oraz zdobył Puchar Chile.
We wrześniu 2002 roku Pardo przeniósł się do holenderskiego Feyenoordu, który zapłacił za niego półtora miliona euro. W Eredivisie Pardo zadebiutował 10 września w wygranych 4:1 derbach z Excelsiorem Rotterdam (w tym samym meczu zdobył swojego pierwszego gola w barwach Feyenoordu). W kolejnych sezonach Pardo był rezerwowym Feyenoordu, a od czasu przyjścia do rotterdamskiego klubu nie osiągnął znaczących sukcesów, poza grą w Pucharze UEFA. W sezonie 2007/2008 był wypożyczony do Excelsioru Rotterdam.
W 2008 roku Pardo wrócił do Chile, do Universidadu de Chile. W 2009 roku zawiesił sportową karierę, a wznowił ją w 2011 roku, gdy został piłkarzem klubu Unión Temuco.
| Sezon   | Klub                 | Kraj     | Rozgrywki        | Mecze | Bramki |
| ------- | -------------------- | -------- | ---------------- | ----- | ------ |
| 1999    | Universidad de Chile | Chile    | Primera División | 4     | 0      |
| 2000    | Universidad de Chile | Chile    | Primera División | 14    | 0      |
| 2001    | Universidad de Chile | Chile    | Primera División | 10    | 0      |
| 2002    | Universidad de Chile | Chile    | Primera División | 14    | 2      |
| 2002/03 | Feyenoord Rotterdam  | Holandia | Eredivisie       | 18    | 3      |
| 2003/04 | Feyenoord Rotterdam  | Holandia | Eredivisie       | 15    | 2      |
| 2004/05 | Feyenoord Rotterdam  | Holandia | Eredivisie       | 6     | 0      |
| 2005/06 | Feyenoord Rotterdam  | Holandia | Eredivisie       | 21    | 5      |
| 2006/07 | Feyenoord Rotterdam  | Holandia | Eredivisie       | 10    | 0      |
| 2007/08 | SBV Excelsior        | Holandia | Eredivisie       | 18    | 1      |
| 2008    | Universidad de Chile | Chile    | Primera División | 7     | 1      |
| 2009    | Universidad de Chile | Chile    | Primera División | 8     | 0      |
| 2011    | Unión Temuco         | Chile    | Primera División |       |        |

## Kariera reprezentacyjna
W reprezentacji Chile Pardo zadebiutował w 2002 roku, ale poza debiutem nie zaliczył więcej meczów w dorosłej reprezentacji.